# アーサー・S・デモス財団
アーサー・S・デモス財団 （Arthur S. DeMoss Foundation）は、アメリカ合衆国のフロリダ州、ウェストパームビーチを拠点とした右派と関係が深い財団。キリスト教の団体である。

## 概要
- 資産としておよそ4億ドル程度を所有しているとされるが、真相は定かではなく、謎に包まれた団体である。
- 主な資金源はキリスト教右派や福音派の寄付である。

## 歴史
- アーサー・S・デモスが設立。
- デモスの死後、彼の財産の一部によって設立されたナショナル・リバティー基金（National Liberty Foundation）が後にアーサー・S・デモス財団と改名され、現在の形に至る。